# ساسوار
ساسوار (به اسپانیایی: Zazuar) یک شهرستان در اسپانیا است که در استان بورگس واقع شده‌است.

## خصوصیات
ساسوار ۲۲ کیلومترمربع مساحت و ۲۶۷ نفر جمعیت دارد.